# بني آدم (فلم)
بني آدم فيلم إثارة مصري من إنتاج سنة 2018. الفيلم من إخراج أحمد نادر جلال، وتأليف عمرو سمير عاطف، وإنتاج وليد صبري وتامر مرسي، ومن بطولة يوسف الشريف، ودينا الشربيني، وأحمد رزق، ومحمود الجندي، وهنا الزاهد. وهذا الفيلم يُعتبر من أواخر الأعمال التي شارك بها الفنان محمود الجندي.

## ملخص القصة
تدور الأحداث  في إطار بوليسي تشويقي مثير حول رجل الأعمال آدم الذي يتهم بأعمال إجرامية، في الوقت الذي تلجأ إليه الشرطة في مهمة خطيرة، فهل الأحداث ستتطور وتجعله متورط، أم هناك جانب غامض غير معروف عنه؟.

## طاقم التمثيل
- يوسف الشريف بدور آدم[2]
- دينا الشربيني
- أحمد رزق
- محمود الجندي
- هنا الزاهد
- بيومي فؤاد
- خالد كمال
- أحمد صيام
- ياسر الزنكلوني
- صفاء الطوخي
- أحمد النمرسي

## وصلات خارجية
- بني آدم على موقع قاعدة بيانات الأفلام العربية
- بني آدم على موقع IMDb (بالإنجليزية)